# Emmanuelle Rol
Pour les articles homonymes, voir Rol.
Emmanuelle Rol, née le 6 août 1986, est une athlète de l'équipe de France de voile. Avec Hélène Defrance, également licenciée à l'ASPTT Marseille, elles forment un duo en 470 depuis juillet 2009. Emmanuelle Rol a déjà participé aux Jeux olympiques d'été de 2008 à Pékin sous les couleurs de la Suisse. En avril 2010, elle vient de signer sa 1re médaille d'Or à la SOF 2010 (semaine olympique de Hyères), confirmant la médaille de bronze de Palma et ses excellents résultats de Medemblick et de Miami.

## Palmarès

### Jeux olympiques
- 17e des Jeux olympiques d'été de 2008 à Pékin en 470 avec Anne-Sophie Thilo, sous les couleurs suisses.

### Championnats d'Europe
- Vice-champion d'Europe de 470 en 2008 avec Anne-Sophie Thilo, sous les couleurs suisses.
- Championne d'Europe de 470 en 2010 avec Hélène Defrance, sous les couleurs de la France.

### Semaines olympiques
- Médaille d'Or à la SOF en 470 en 2010 avec Hélène Defrance
- Médaille de bronze à Palma 2010 en 470 avec Hélène Defrance

### Divers
- Deuxième de la Coupe du Monde en 470 en 2010 avec Hélène Defrance

## Vie privée
Elle est la sœur de la basketteuse internationale suisse Alexia Rol et de la rameuse Frédérique Rol.